# Монтагути, Матео
Маттео Монтагути (итал. Matteo Montaguti, род. 6 января 1984 года в Форли, Италия — итальянский профессиональный шоссейный велогонщик, выступающий c 2019 года за команду «Androni-Sidermec».

## Достижения
- 2005
  - Победитель Чемпионата Италии на треке(гонка по очкам)
- 2007
  - Победитель Чемпионата Италии на треке (командная гонка)
- 2008
  - 2 место на Gran Premio Industria e Commercio Artigianato Carnaghese
- 2010
  - Победитель генеральной классификации Giro della Provincia di Reggio Calabria
    - Победитель 1 этапа

  - 3 место на Gran Premio Nobili Rubinetterie
- 2011
  - 3 место на Gran Premio Industria e Commercio di Prato
- 2012
  - 1 место в горной классификации на Критериум Интернациональ
  - 1 место в горной классификации на Tour de Suisse
  - 3 место на Trofeo Laigueglia
- 2014
  - 2 место на Gran Premio Città di Camaiore
- 2015
  - 3 место на Gran Premio di Lugano
- 2017
  - Победитель 4 этапа на  Джиро дель Трентино

## Результаты на Гранд-турах
| Гранд-тур      | 2009 | 2010 | 2011 | 2012 | 2013   | 2014 | 2015 | 2016 | 2017 | 2018 |
| -------------- | ---- | ---- | ---- | ---- | ------ | ---- | ---- | ---- | ---- | ---- |
| Джиро д’Италия | 143  | -    | 77   | 81   | -      | 44   | 54   | 19   | 51   | 42   |
| Тур де Франс   | -    | -    | -    | -    | -      | 66   | -    | -    | -    | -    |
| Vuelta         | -    | -    | 76   | 72   | DNS-11 | -    | -    | -    | -    | -    |